# Vierentwintighoek

Regelmatige 24-hoek

Een vierentwintighoek (ook icositetragoon, en in hetgeen volgt geschreven als 24-hoek) is een meetkundige figuur (een veelhoek) met {\displaystyle 24} hoeken en evenzoveel zijden. Het aantal hoeken en zijden van een veelhoek wordt meestal aangegeven met de letter {\displaystyle n}. In dit geval is dus {\displaystyle n=24}.

## Regelmatige 24-hoek
- De grootte {\displaystyle \alpha } van een hoek van een regelmatige 24-hoek is (in graden):

{\displaystyle \alpha ={\frac {n-2}{n}}\cdot {{180}^{\text{o}}}={\frac {22}{24}}\cdot {{180}^{\text{o}}}={{165}^{\text{o}}}}
- De algemene formule voor de oppervlakte {\displaystyle A} van een regelmatige {\displaystyle n}-hoek waarvan de lengte van een zijde gelijk is aan {\displaystyle z}, luidt[1]:

{\displaystyle A={\tfrac {1}{4}}n{{z}^{2}}\cot \left({\frac {{180}^{\text{o}}}{n}}\right)}
Voor {\displaystyle n=24} is dat:
{\displaystyle A=6{{z}^{2}}\cot(7{{\tfrac {1}{2}}^{\text{o}}})}
Door gebruik te maken van enkele goniometrische identiteiten kan de exacte waarde van {\displaystyle \cot(7{{\tfrac {1}{2}}^{\text{o}}})} worden berekend.
Allereerst is:
{\displaystyle \sin({{15}^{\text{o}}})=\sin({{45}^{\text{o}}}-{{30}^{\text{o}}})=\sin {{45}^{\text{o}}}\cdot \cos {{30}^{\text{o}}}-\cos {{45}^{\text{o}}}\cdot \sin {{30}^{\text{o}}}={\frac {\surd 3-1}{2\surd 2}}}
{\displaystyle \cos({{15}^{\text{o}}})=\cos({{45}^{\text{o}}}-{{30}^{\text{o}}})=\cos {{45}^{\text{o}}}\cdot \cos {{30}^{\text{o}}}{\text{+sin4}}{{\text{5}}^{\text{o}}}\cdot {\text{sin3}}{{\text{0}}^{\text{o}}}{\text{=}}{\frac {\surd 3+1}{2\surd 2}}}
Dan is:
{\displaystyle \cot(7{{\tfrac {1}{2}}^{\text{o}}})={\frac {\cos(7{{\tfrac {1}{2}}^{\text{o}}})}{\sin(7{{\tfrac {1}{2}}^{\text{o}}})}}={\frac {2{{\cos }^{2}}(7{{\tfrac {1}{2}}^{\text{o}}})}{2\sin(7{{\tfrac {1}{2}}^{\text{o}}})\cos(7{{\tfrac {1}{2}}^{\text{o}}})}}={\frac {1+\cos({{15}^{\text{o}}})}{\sin({{15}^{\text{o}}})}}}
En dit resulteert, met gebruik van de eerder gevonden waarden, in:
{\displaystyle \cot(7{{\tfrac {1}{2}}^{\text{o}}})={\frac {2\surd 2+\surd 3+1}{\surd 3-1}}=\surd 6+\surd 3+\surd 2+2\approx 7{,}595754}
En dan is hiermee:
{\displaystyle A=45{,}574525\cdot z^{2}}

## Benadering vanπ{\displaystyle \pi }

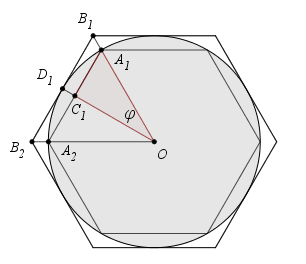
In- en omgeschreven zeshoeken van een cirkel

Een regelmatige 24-hoek kan worden gebruikt voor een benadering van het getal {\displaystyle \,\pi } volgens de methode van Archimedes, d.w.z. bepaal de omtrek van een in- en omschreven regelmatige veelhoek van een cirkel waarvan de lengte van de straal gelijk is aan {\displaystyle 1}, en gebruik die waarden voor een benadering.

{\displaystyle {{A}_{1}}{{A}_{2}}...} en {\displaystyle {{B}_{1}}{{B}_{2}}...} zijn de bedoelde 24-hoeken (alleen voor de duidelijkheid is in de figuur rechts een 6-hoek getekend), {\displaystyle O} is het middelpunt van de cirkel en {\displaystyle C_{1}} en {\displaystyle D_{1}} zijn de middens van de zijden {\displaystyle {{A}_{1}}{{A}_{2}}} en {\displaystyle {{B}_{1}}{{B}_{2}}}.

Is {\displaystyle \varphi } de grootte van de helft van de middelpuntshoek {\displaystyle {{A}_{1}}O{{A}_{2}}={{B}_{1}}O{{B}_{2}}} van de 24-hoek, dan is:
{\displaystyle \varphi ={\frac {{180}^{\text{o}}}{24}}=7{{\tfrac {1}{2}}^{\text{o}}}}
In driehoek {\displaystyle O{{A}_{1}}{{C}_{1}}} is {\displaystyle {{A}_{1}}{{C}_{1}}=\sin(\varphi )} en in driehoek {\displaystyle O{{B}_{1}}{{D}_{1}}} is {\displaystyle {{B}_{1}}{{D}_{1}}=\tan(\varphi )}.
Daarmee is voor de omtrek {\displaystyle S_{in}} en {\displaystyle S_{om}} van deze 24-hoeken:
{\displaystyle {\begin{aligned}&{{S}_{in}}=2\cdot 24\cdot \sin(7{{\tfrac {1}{2}}^{\text{o}}})\approx 6{,}265257\\&{{S}_{om}}=2\cdot 24\cdot \tan(7{{\tfrac {1}{2}}^{\text{o}}})\approx 6{,}319320\\\end{aligned}}}
Zodat:
{\displaystyle 3{,}132629<{\text{ }}\!\!\pi \!\!{\text{ }}<3{,}159660}
Een redelijke schatting van de waarde van {\displaystyle \,\pi } is dan het gemiddelde van beide grenzen, dus: 
{\displaystyle {\text{ }}\!\!\pi \!\!{\text{ }}\approx 3{,}146144}
De op 6 decimalen afgeronde werkelijke waarde van {\displaystyle \pi } is {\displaystyle 3{,}141592}.
Opmerking. Met het isoperimetrisch quotiënt (IQ) wordt een relatie vastgelegd tussen de oppervlakte en de omtrek van een gesloten figuur. De definitie ervan is zo gekozen dat de waarde voor een cirkel gelijk is aan 1:
{\displaystyle IQ={\frac {4{\text{ }}\!\!\pi \!\!{\text{ }}A}{{O}^{2}}}}
In de formule is {\displaystyle A} de oppervlakte en {\displaystyle O} de omtrek van de figuur. Voor een 24-hoek is IQ gelijk aan  {\displaystyle 0{,}994}.

## Construeerbaarheid
- De constructie van een 24-hoek kan worden uitgevoerd door, beginnend met een gelijkzijdige driehoek met omgeschreven cirkel, de middelloodlijnen van de zijden van de laatste geconstrueerde veelhoek te snijden met de cirkel. De nieuwe snijpunten zijn dan, naast de reeds bestaande punten op de cirkel, hoekpunten van de ‘volgende’ veelhoek.

Op deze manier ontstaat de rij veelhoeken, 3-, 6-, 12-, 24-, 48-, 96-hoek die Archimedes gebruikte bij zijn benadering van {\displaystyle \pi }.
- Dat de 24-hoek construeerbaar is met passer en (ongemerkte) liniaal volgt ook uit de stelling van Gauss-Wantzel, omdat {\displaystyle 24={{2}^{3}}\cdot 3} en de oneven factor 3 een Fermat-priemgetal is: {\displaystyle 3={{2}^{{2}^{0}}}+1} (zie: Kazarinoff; pp. 119-125).

## Voorkomen in de natuur
De 24-hoek komt ook voor in de natuur, zij het bij benadering; bijvoorbeeld in de doorsnede van de hennepbladstokroos.